# 3809 Amici
3809 Amici este un asteroid din centura principală, descoperit pe 26 martie 1984 de Oss. San Vittore.